# Rakim
William Michael Griffin Jr. (n. 28 ianuarie 1968, New York City, New York, SUA), cunoscut sub numele de scenă Rakim, este un rapper american din New York, cunoscut ca membru al duo-ului Eric B. & Rakim. Este considerat unul dintre cei mai buni maeștrii de ceremonii din toate timpurile.